# 南三陸町町民バス
南三陸町町民バス（みなみさんりくちょうちょうみんバス）は、宮城県本吉郡南三陸町にて運行しているコミュニティバスである。
元々は旧歌津町側で運行していた「町営バス」が始まりである。両町が合併し、南三陸町の誕生と時同じくミヤコーバス（旧宮交登米バス）の町内路線の廃止を契機として運行を開始し、同時に運行開始した町運行の乗合タクシーと併せた運行体系となった。
東日本大震災によって運行を休止したのち、災害臨時バスから現在の町民バスへと移行している。
なお、町民バス運行開始まで町内で運行していた町営バス、震災まで運行していた町民バス、震災以降運行されていた災害臨時バスについては「過去の運行路線」の項を参照。

## 路線
以下は2022年4月4日改正の内容であり、各線で1日に1 - 4往復が運行されている。いずれも土曜日・日曜日・祝日・年末年始は運休する。運行は志津川観光交通、歌津交通、歌津タクシーが行っている。
運賃は移動範囲により200円 - 400円で、小中学生は100円引きとなる。定期券・回数券・障がい者割引も設定されている。
各線の運行区間は主な停留所のみ示す。
頭に「◆」を付した停留所は、JR東日本が運行する気仙沼線BRTの駅と同じ場所にある。南三陸病院停留所は、気仙沼線BRTの南三陸町役場・病院前駅と同じ場所である。

### 志津川・戸倉・入谷地区
志津川町内循環線
◆南三陸病院 - 志津川東復興住宅 - 商工団地前 - アップルタウン - ◆志津川駅（南三陸さんさん商店街） - ◆志津川中央団地 - 志津川西復興住宅 - 志津川高校入口 - ◆志津川駅（南三陸さんさん商店街）（※）
※朝の南三陸病院行きの1便のみ起点が志津川駅となり、その他の便は志津川高校入口発着となる。
戸倉線
◆南三陸病院 - 志津川東復興住宅 - 商工団地前 - アップルタウン - ◆志津川駅（南三陸さんさん商店街） - 志津川高校入口 - ホテル観洋前 - ◆陸前戸倉駅 - 荒町 - 戸倉団地 - 松崎団地 - 神割崎入口 - 神割観光プラザ
※便により一部の経路が異なる。
荒町線
◆南三陸病院 - 商工団地前 - アップルタウン - ◆志津川駅（南三陸さんさん商店街） - 志津川高校入口 - ホテル観洋前 - 黒崎 - （戸倉団地※） - ◆陸前戸倉駅 - 荒町
※戸倉線と経路が重複しており、実質的に戸倉線の一部である。南三陸病院行きは黒崎から南側の経路が異なり、戸倉団地は南三陸病院行きのみ経由。
大船沢線
◆南三陸病院 - 志津川東復興住宅 - 商工団地前 - アップルタウン - ◆志津川駅（南三陸さんさん商店街） - 志津川高校入口 - 保呂毛 - 田尻畑 - 信倉 - 入大船沢
入谷線
◆南三陸病院 - 志津川東復興住宅 - 商工団地前 - アップルタウン - ◆志津川駅（南三陸さんさん商店街） - 志津川高校入口 - 小森 - 佐野前 - 舟川原 - 小森 → 南三陸病院へ
※小森 - 佐野前 - 舟川原 - 小森間を周回して南三陸病院へ戻る。この区間を逆回りで運行する便もある。
志津川登米線
◆南三陸病院 - ◆志津川駅（南三陸さんさん商店街） - 志津川高校入口 - 中の町 - 米谷病院 - 佐沼高校正門前 - 登米市役所
※土曜日・日曜日・祝日・年末年始の他、春休み・夏休み・冬休み期間も運休となる。
荒砥線
◆南三陸病院 - 志津川東復興住宅 - 商工団地前 - アップルタウン - ◆志津川駅（南三陸さんさん商店街） - アップルタウン - 袖浜 - 荒砥漁港前 - 西田・細浦団地 - ◆歌津駅 - ハマーレ歌津 - 歌津総合支所
※南三陸病院行きの一部のみ歌津総合支所発であり、その他は西田・細浦団地までの運行である。

### 歌津地区
韮の浜線
◆歌津駅 - 伊里前復興住宅 - みねはた団地 - 枡沢復興住宅 - 歌津総合支所 - ハマーレ歌津 - ◆歌津駅 - 西田・細浦団地 - 寄木・韮の浜団地 - ◆歌津駅
※歌津駅を中心に南北に8の字状に運行しており、歌津駅 - 歌津総合支所 - 歌津駅間を逆回りで運行する便や、この区間の一部のみ運行する便もある。
泊浜線
◆歌津駅 - ハマーレ歌津 - 枡沢 - 歌津総合支所 - 泊浜集会所 - 馬場中山
港・名足線
◆歌津駅 - ハマーレ歌津 - 歌津総合支所 - 枡沢 - 名足住宅 - 馬場中山 - 石浜 - 名足復興住宅 - 田の浦団地入口 - ◆陸前港駅 - 港団地前
払川線
◆歌津駅 - ハマーレ歌津 - 枡沢 - 歌津総合支所 - 伊里前復興住宅 - 吉野沢団地前 - 樋の口 - 中在 - 田束山登り口 - 払川

## 過去の運行路線

### 町営バス

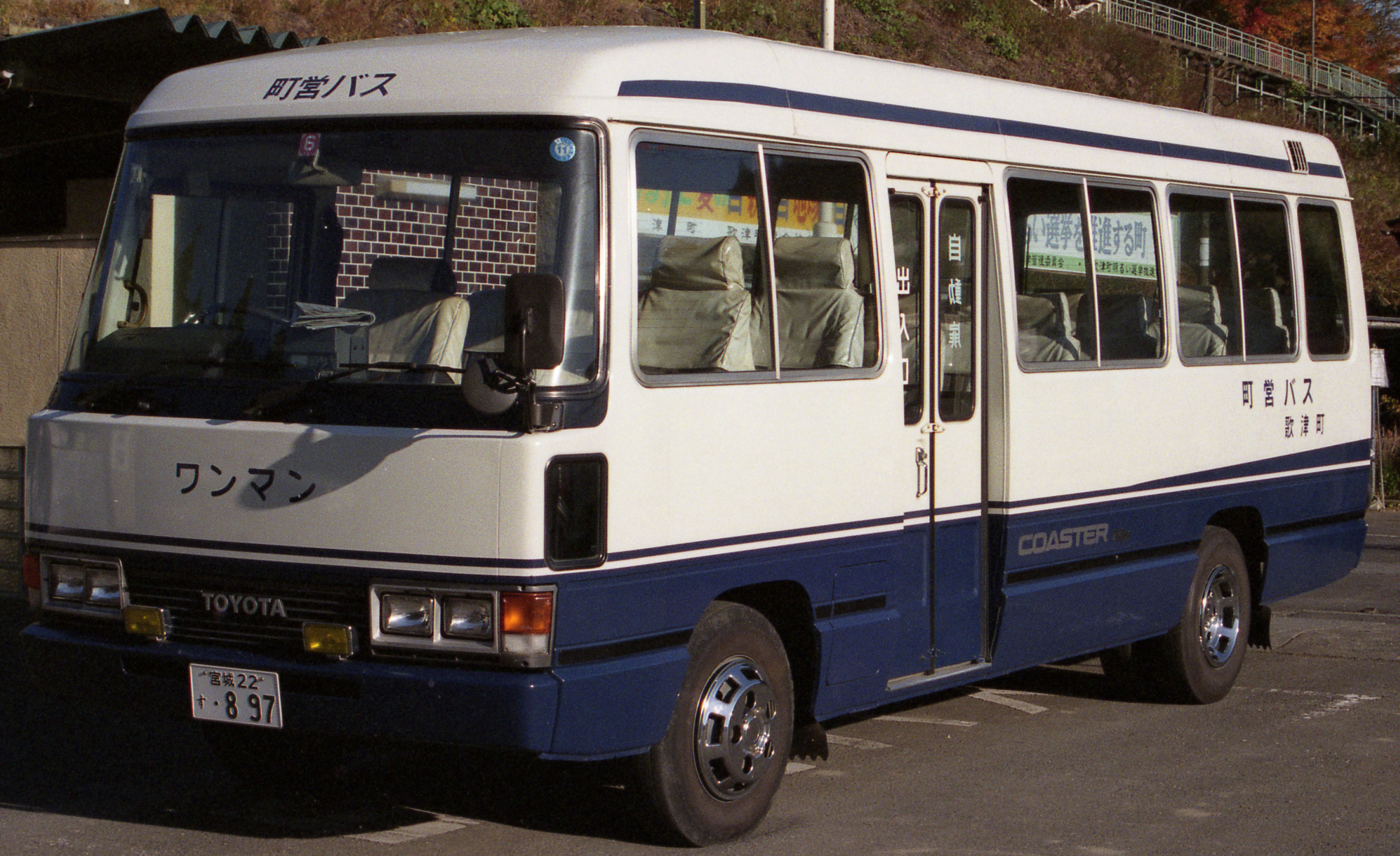
歌津町営バス当時の車両

町民バスの運行開始前は、「町営バス」が1路線運行されていた。
旧「歌津町営バス」を合併後の南三陸町が引き継いだもので、自家用自動車（白ナンバー車）による有償運送の形態で運行されていた。

#### 沿革
- 1978年（昭和53年）4月1日 - 「歌津町営バス」として運行開始。
- 2005年（平成17年）10月1日 - 合併により誕生した南三陸町に引き継がれる。
- 2006年（平成18年）10月2日 - 町民バスの運行開始に伴い、町民バスに統合。

#### 路線

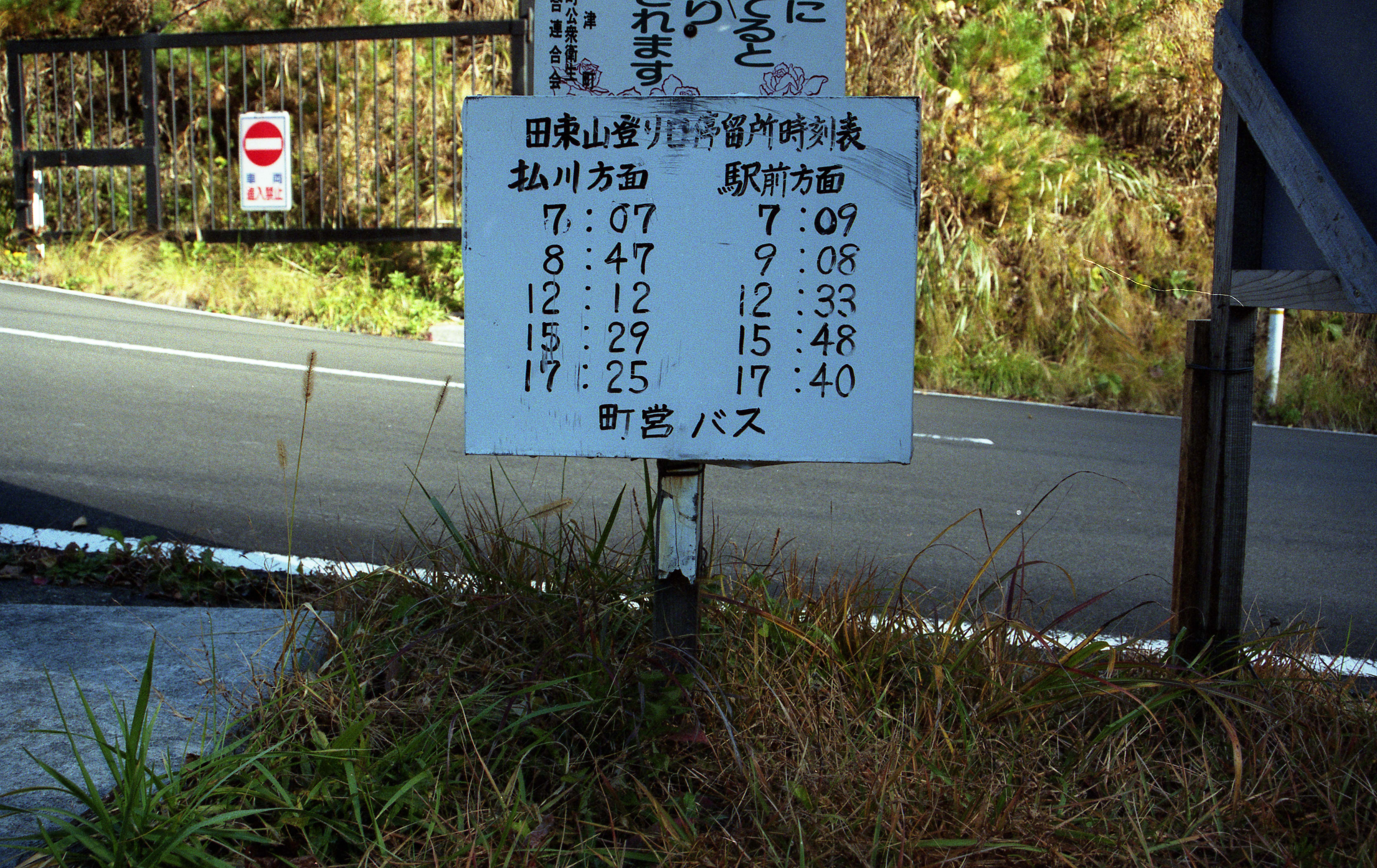
歌津町営バス当時のバス停

※全バス停掲載。 (A) / (B) はAかBのどちらかを経由。
歌津駅 - 伊里前橋 - 寺前 - 田表 - 中在 - （平方 - 吉野沢団地 - 道めき橋 - 宮方 - うしろ田 - 樋の口） / （打越） - 旧分校前 - 地蔵前 - 日かげ橋 - しも畑 - ご所橋 - 田束山登り口 - 左足下 - まあと下 - 払川
※打越経由は1往復のみ。全便日祝も運行していた。

#### 車両
- トヨタ・コースターを使用していた。

### 東日本大震災前の町民バス路線
※以下は2009年7月1日現在の情報である。括弧内は不経由便あり。
志津川・歌津線
（志津川中学校前←）志津川駅前 - 本浜 - 商工団地前 - 平磯 - 清水浜駅前 - 大畑 - 韮の浜漁港前 - 寄木 - 歌津駅前
※すべて町民バスとして運行されている。
伊里前・払川線
歌津駅前 - 中在 - 吉野沢団地前 - 宮方 - 樋の口 - 旧上沢分校前 - 田束山登り口 - 払川
※町民バスとしては1往復のみで、他は全て乗合タクシーとして運行。
※元々はこの路線が旧歌津町営バスの運行路線（後述）であった。
伊里前・韮の浜線
韮の浜漁港前→寄木→歌津駅前
※片方向1便のみの運行。
歌津浜通り線
歌津駅前 - 館浜 - 泊浜 - 石浜 - 港駅前
※以前は乗合タクシーのみだったが、2007年7月2日以降一部便が町民バスになった。

#### 概要
- 運賃は100円刻みの区間制（但し一部初乗り50円がある）で、小学生は半額（10円未満端数切り上げ）、未就学児は無料。
- 土曜・日曜・祝日及び年末年始（12/29～1/3）は運休。

#### 沿革
- 2006年（平成18年）10月2日 - 運行開始。
- 2007年（平成19年）7月2日 - 時刻改正。
  - 乗合タクシーのみだった歌津浜通り線に「町民バス」となる便を追加、うち1往復は志津川・歌津線と直通運行。
  - 伊里前・払川線の一部便を乗合タクシーに変更。
- 2011年（平成23年）3月11日 - 東北地方太平洋沖地震により、「町民バス」の運行を休止（同年5月8日以降は災害臨時バス（後述）が運行）。

### 災害臨時バス
2011年3月11日に発生した東北地方太平洋沖地震による震災（東日本大震災）によって町民バスと乗合タクシーは、全路線で運行を休止した。その後、町民の足を確保するため同年5月9日より臨時シャトルバス（→災害臨時バス）が運行された。
運賃は運行開始より無料であったが、2016年4月1日より有料化された（運賃は区間により200円～500円）。

#### 路線
以下は2017年3月3日時点で設定されていた路線である。
町外仮設住宅循環線
南方仮設住宅前 - 登米市民病院 - 登米市役所 - 中田十文字 - 米谷病院 - 中の町 - 志津川高校入口 - 志津川駅（福興名店街） - 南三陸病院→ベイサイドアリーナ - 細浦入口 - 韮の浜 - 歌津駅 - 平成の森
- 毎日運行。
- 運行事業者：本吉タクシー
- 2013年（平成25年）4月1日、震災以降前日（同年3月31日）まで運行していた日赤バスおよび患者送迎バスの代替として運行を開始。

戸倉線
ベイサイドアリーナ - 南三陸病院 - 志津川駅（福興名店街） - 志津川高校入口 - 陸前戸倉駅 - 水戸辺 - 波伝谷 - 藤浜 - 寺浜 - 神割崎入口 - 神割観光プラザ
- 平日運行。
- 運行事業者：歌津交通

横山線
ベイサイドアリーナ - 南三陸病院 - 志津川駅（福興名店街） - 志津川高校入口 - 陸前戸倉駅 - 荒町 - 横山仮設住宅 - 津山若者総合体育館
- 平日運行。
- 運行事業者：志津川観光交通

泊浜線
泊浜集会所 - 館浜 - 枡沢 - 平成の森 - 歌津中学校前 - 歌津駅
- 平日運行。
- 運行事業者：歌津タクシー

港・名足線
港仮設住宅 - 陸前港駅 - 田の浦集会所 - 石浜 - 馬場中山 - 名足小学校前 - 枡沢 - 平成の森 - 歌津駅
- 平日運行。
- 運行事業者：歌津タクシー

荒砥線
清水団地前 - 荒砥漁港前 - 袖浜 - 大森 - 志津川駅（福興名店街） - 南三陸病院 - ベイサイドアリーナ
- 平日運行。
- 運行事業者：志津川観光交通

韮の浜線
韮の浜漁港前 - 歌津駅 - 平成の森
- 平日運行。
- 運行事業者：歌津タクシー

払川線
払川 - 田束山登り口 - 樋の口 - 宮方 - 吉野沢団地前 - 中在 - 伊里前復興住宅 - 歌津駅 - 枡沢 - 平成の森
- 平日運行。
- 運行事業者：歌津交通

入谷線
ベイサイドアリーナ - 南三陸病院 - 志津川駅（福興名店街） - 志津川高校入口 - 小森 - 佐野前 - 水口沢 - 入谷小学校前 - 岩沢 - 中の町 - 小森 - 志津川高校入口 - 志津川駅（福興名店街） - 南三陸病院 - ベイサイドアリーナ
- 平日運行。
- 運行事業者：歌津交通

大船沢線
入大船沢 - 信倉 - 田尻畑 - 保呂毛 - 志津川高校入口 - 志津川駅（福興名店街） - 南三陸病院 - ベイサイドアリーナ
- 平日運行。
- 運行事業者：志津川観光交通

志津川町内巡回線
南三陸病院 - ベイサイドアリーナ - 志津川東復興住宅 - 志津川中央復興住宅 - 志津川駅（福興名店街） - 志津川小学校前 - 志津川中学校前 -  旭ヶ丘集会所 - 志津川高校前
- 平日運行。
- 運行事業者：志津川観光交通・歌津交通

米谷線
ベイサイドアリーナ→南三陸病院→志津川駅（福興名店街）→志津川高校入口→中の町→米谷病院
- 平日（朝1便のみ）運行。
- 運行事業者：歌津交通